# Real Academia da História
A Real Academia da História é uma instituição encarregada do estudo da História da Espanha, «antiga e moderna, política, civil, eclesiástica, militar, das ciências, letras e artes, ou seja, dos diversos ramos da vida, civilização e cultura dos povos espanhóis», e tem sua sede em Madrid.

Símbolo da academia.

## História

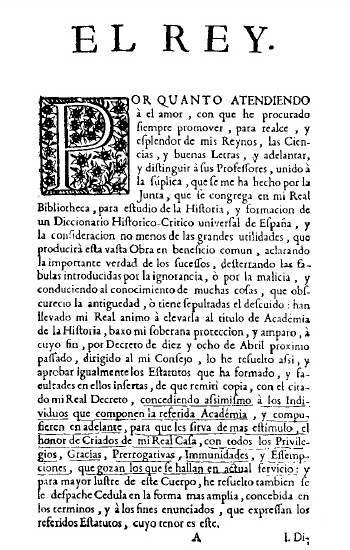
Real Cédula de 17 de junho de 1738, pela qual se aprovaram os primeiros estatutos da Real Academia da História

As origens da Real Academia da História estão nas tertúlias celebradas por vários eruditos, desde 1735, no domicílio de Julián Hermosilla, advogado dos Reais Conselhos, para tratar assuntos de História.

Posteriormente, transferiram suas tertúlias aos salões da recém-criada Real Biblioteca e solicitaram a proteção do rei Filipe V, que lha outorgou criando oficialmente a Real Academia da História mediante Real Decreto de 18 de abril de 1738, e aprovando seus estatutos mediante Real Cédula em 17 de junho do mesmo ano, onde se estabelecia que a finalidade da Academia era a de esclarecer 
«A importante verdade dos acontecimentos, desterrando as fábulas introduzidas pela ignorância ou pela malícia, conduzindo ao conhecimento de muitas coisas que escureceu a antiguidade ou tem sepultado o descuido».
Em 1785, Carlos III ordena sua transferência para a Casa da Panadería, na praça Maior de Madrid, onde já estava localizada a biblioteca da Real Academia da História desde 1775.
Em 1836, o governo de Juan Álvarez Mendizábal, concedeu à academia um grande número de códices, documentos e livros, além do casarão chamado Novo Rezado em Madrid, na rua do Leão, número 21, que tinha pertencido aos monges Jerônimos do Escorial até a desamortização dos bens das ordens religiosas, para onde se transferiu oficialmente por Real Ordem de 23 de julho de 1837, ainda que, na prática não tenham sido completamente transferidos até 1874.
Desde 1 de janeiro de 1938, data de sua criação, faz parte do Instituto de Espanha.

## Obras
Em fevereiro de 2009 a rainha Sofia presidiu em Madrid o ato de apresentação do Atlas Cronológico da História de Espanha (ACHE), a primeira obra de referência de caráter normativo, elaborada pela Real Academia da História e editada pelo Grupo SM. É uma obra acessível por Internet para usuários registrados.
Em 21 de julho de 1999 a Real Academia da História assinou um convênio com o Ministério da Educação, Cultura e Desporto da Espanha com a finalidade de desenvolver num prazo de oito anos o Dicionário Biográfico Espanhol, que conterá cerca de 40 000 biografias de personagens destacados na história da Espanha. Em dezembro de 2008 o Centro de Estudos Biográficos publicou na internet os dados biográficos mínimos dos mais de 40 000 personagens que incluir-se-ão na primeira edição do Dicionário Biográfico Espanhol.
Em maio de 2011, os reis da Espanha presidiram a apresentação do Dicionário Biográfico Espanhol. Mais especificamente, Dom Juan Carlos e Sofia da Grécia receberam seus primeiros 25 tomos, que esteve completa em seus cinquenta volumes em setembro de 2013.

## Sede
A atual sede da Real Academia da História foi desenhada pelo arquiteto Juan de Villanueva, e o edifício tinha como finalidade abrigar os livros de rezos (daí o nome do casarão de Novo Rezado) dos monges Jerônimos do monastério do Escorial, por isso encontra-se uma grelha, símbolo do martírio de São Lourenço, na fachada do edifício. As obras de construção começaram em 1788, com austeridade na ornamentação, mas com grandes proporções e valiosos materiais. As crônicas da época contam a admiração das pessoas, quando viram entrar por Madri os carregadores que conduziam as jambas e o dintel da porta sendo puxados por vinte e oito pares de bois.
Em 1836, o edifício foi desamortizado pelo governo de Mendizábal e judiciado à Real Academia da História. Entre 1871 e 1874, iniciaram-se as fases de reforma, a cargo do arquiteto Eduardo Saavedra, e o prédio foi declarado Monumento Nacional em 1945. Ao Casarão do Novo Rezado anexaram-se em 1974 o palácio do Marqués de Molins e uma pequena casa da rua das Huertas, completando assim todo o complexo entre as ruas León, Huertas, Amor de Deus e Santa María.

## Organização
A Real Academia da História é regida pela Junta de Governo, que se reúne todas as sextas-feiras não feriados às sete da tarde, e está formada por:
- O Diretor, eleito a cada três anos em votação secreta pelos Numerários presentes na última junta do ano, nomeia os interinos quando se produzem vagas.
- O Secretário, eleito entre uma terna de candidatos de maneira vitalícia, é o chefe administrativo da Academia e executor dos acordos.
- O Censor, eleito a cada três anos entre uma terna de candidatos, preza pelo exato cumprimento do Estatuto, Regulamento e acordos.
- O Tesoureiro, eleito anualmente entre uma terna de candidatos, gere os rendimentos e despesas da Academia.
- O Bibliotecário, eleito entre uma terna de candidatos de maneira vitalícia, tem a seu cargo a coleção de livros da Academia.
- O Antiquário, eleito entre uma terna de candidatos de maneira vitalícia, assume a conservação e estudo dos objetos arqueológicos.
- O Acadêmico adjunto à Comissão de Governo e Fazenda.

O trabalho da Academia organiza-se por comissões permanentes e especiais que se confiam a um ou mais de seus membros. As comissões de trabalho em 2006 eram as seguintes:
- Comissões permanentes:
  - Comissão Indiana
  - Comissão de História Eclesiástica
  - Comissão de Antiguidades e Estudos Clássicos
  - Comitê de Tribunais e Jurisdições
  - Comissão de Estudos Orientais e Medievais
  - Comissão do Governo e do Tesouro
  - Comissão Ditaminando as Propostas dos Correspondentes
  - Comissão de Atividades e Publicações
  - Comissão de Heráldica
  - Comissão de Legislação Histórica da Espanha
  - Comissão Conjunta das Academias Reais de História e Belas Artes de San Fernando

- Comissões Especiais para o Dicionário Biográfico Espanhol:
  - Comissão de Ciências Econômicas, Sociais e Políticas
  - Comissão de Letras e Humanidades
  - Comissão de Arte e Música
  - Comissão de História Política e Administração
  - Comissão de História (vários) e Shows

- Comissões Externas para o Dicionário Biográfico Espanhol:
  - Comissão Espanhola de História Militar
  - Comissão de Ciência e Aplicações

## Corporações ibero-americanas
São acadêmicos correspondentes os membros das respectivas corporações de Ibero-américa:
- Academia Nacional da História da Venezuela (1888)
- Academia Colombiana de História (1902)
- Academia Mexicana de História (1919)
- Academia Nacional da História do Peru (1920)
- Academia Salvadorenha de História (1922)
- Academia de Geografia e História da Guatemala (1923)
- Academia Nacional da História do Equador (1928)
- Academia Nacional da História da República Argentina (1929)
- Academia de História do Panamá (1931)
- Academia Chilena de História (1933)
- Academia Paraguaia de História (1937)
- Instituto Histórico e Geográfico do Uruguai (1949)
- Academia Boliviana de História (1959)
- Academia Porto-riquenha de História (1960)
- Academia Dominicana de História (1984)
- Instituto Histórico e Geográfico Brasileiro (1996)
- Academia de Geografia e História da Costa Rica (2006)

## Críticas

### Críticas ao Dicionário Biográfico Espanhol
Em 2011, a publicação do Dicionário Biográfico Espanhol provocou críticas e denúncias pelo conteúdo discutível de algumas biografias, como a de Francisco Franco - realizada pelo historiador Luis Suárez Fernández, presidente da Hermandad do Vale dos Caídos, na qual não se descreve sua chefia de estado como ditador, adjetivo que sim aparece na biografia de Juan Negrín, bem como na biografia do ex-presidente de Governo Felipe González, elaborada por Juan Luis Cebrián, presidente do grupo PRESSA, devido à controvérsia sobre a imparcialidade destas biografias. A Academia publicou um comunicado a respeito, no que assinalava a independência ideológica da Academia, a liberdade de seus membros e a grande pluralidade existente entre os autores do Dicionário. Alguns autores também saíram em defesa do Dicionário em seu conjunto.
Em junho de 2011 a Real Academia da História iniciou a criação de uma comissão para revisar e corrigir a obra, em parte forçada pela pressão do ministro de Educação Ángel Gabilondo e em parte pela previsível retirada dos fundos públicos se as falhas não fossem corrigidas, o que finalmente acabou acontecendo no mês seguinte por uma ação aprovada no Congresso dos Deputados. A comissão demorou um ano em realizar seu trabalho (e suas conclusões desconhecem-se), mas finalmente a Real Academia da História anunciou, segundo o diário O País de 27 de maio de 2012, que não corrigiria nenhuma biografia, nem teria "biografias alternativas às já publicadas" e que só teria mudanças menores numa inclusão final (também não na versão em linha). O posterior ministro de Educação José Ignacio Wert decidiu reativar a subvenção e nos orçamentos do Estado de 2012 figurava uma partida de 193.000 euros para o "Dicionário". A decisão de não corrigir o "Dicionário" foi muito criticada por numerosos historiadores e especialmente pela Associação de História Contemporânea, cujo presidente Carlos Forcadell manifestou ao diário O País: Que mantenham o Dicionário é uma prova de sua escassa profissionalidade, de sua obsolescência, de sua inconsciência do ridículo. No entanto, três dias após a notícia aparecida no diário O País, o ministro Wert assegurou diante do Congresso dos Deputados que 14 entradas revisar-se-ão “em profundidade”, uma suprimir-se-á e 16 serão "ligeiramente" modificadas, ainda que não especificou quais.

#### Críticas à Real Academia da História
As críticas ao Dicionário Biográfico Espanhol estenderam-se à própria Academia, a seus métodos de cooptação restrita, o escasso número de mulheres, a hegemonia centralista (mal há acadêmicos da periferia), o predomínio de especialistas em tempos gloriosos de reis, conquistadores e algumas funções anacrônicas, como a de censor.

## Membros
A Real Academia da História está composta por 36 membros, bem como de Acadêmicos Correspondentes atribuídos a todas as províncias da Espanha e do resto do mundo, que somavam 370 em 2006. 